# دانكن إدواردز
دانكن إدواردز (بالإنجليزية: Duncan Edwards) (1 أكتوبر 1936 - 21 فبراير 1958) لاعب كرة قدم إنجليزي لعب لصالح نادي مانشستر يونايتد ولحساب المنتخب الإنجليزي. كان أحد لاعبي بسبي وهم مجموعة من الناشئين الذين أعدهم المدرب مات بسبي. وهو أحد اللاعبين الثمانية الذين توفوا جراء كارثة ميونخ الجوية.

## مسيرته الكروية
لعب دانكن إدواردز خلال مسيرته الاحترافية مع نادِ واحدٍ في ستة مواسم وسجل خلالها 20 هدف ضمن 150 مباراة. حيث فاز في ثلاثة مواسم بالكأس وفي موسمين بالدوري.
خاض دانكن إدواردز مسيرته مع نادي مانشستر يونايتد في موسم 1952–53 ليلعب معه ستة مواسم، مشاركًا في 150 مباراة سجل خلالها 20 هدف.

## روابط خارجية
- دانكن إدواردز على موقع IMDb (الإنجليزية)

- دانكن إدواردز على موقع الاتحاد الدولي (مؤرشف)  (الإنجليزية)
- دانكن إدواردز على موقع قاعدة بيانات كرة القدم.إي يو (الإنجليزية)
- دانكن إدواردز على موقع ناشيونال فوتبول تيمز (الإنجليزية)